# 천명제 황5녀
천명제 황5녀 (天命帝 皇5女, 1597년 ~ 1613년)는 본명이 알려져 있지 않다. 누르하치의 5번째 딸이며, 생모는 서비 가목호각라씨이다.

## 생애
그녀는 바부타이, 목고십, 바부하이, 그리고 황6녀와 동복 남매이다. 1608년, 액역도의 아들 달계에게 시집을 갔다. 1613년, 누르하치의 5번째 딸이 17살의 나이로 세상을 떠났다. 기록에 의하면 그녀는 어떠한 봉호도 받지 못하였다. 당시의 풍습으로 보아, 격격으로 불렸을 것이다.
내각 대고의 기록에 따르면, 건륭 3년 12월 2일, 3등시위 소이내는 증조모를 누르하치의 황6녀로 정할 때, 건륭 3년 7월, 3등 시위 알필달의 할머니가 홍타이지의 딸로 화석공주를 추서했다. 이로써 누르하치의 다섯째 딸은 화석공주로 추존되었고, 화석공주의 예에 따라 분원을 수리하고, 분호를 설치하였다고 한다.